# 老老介護

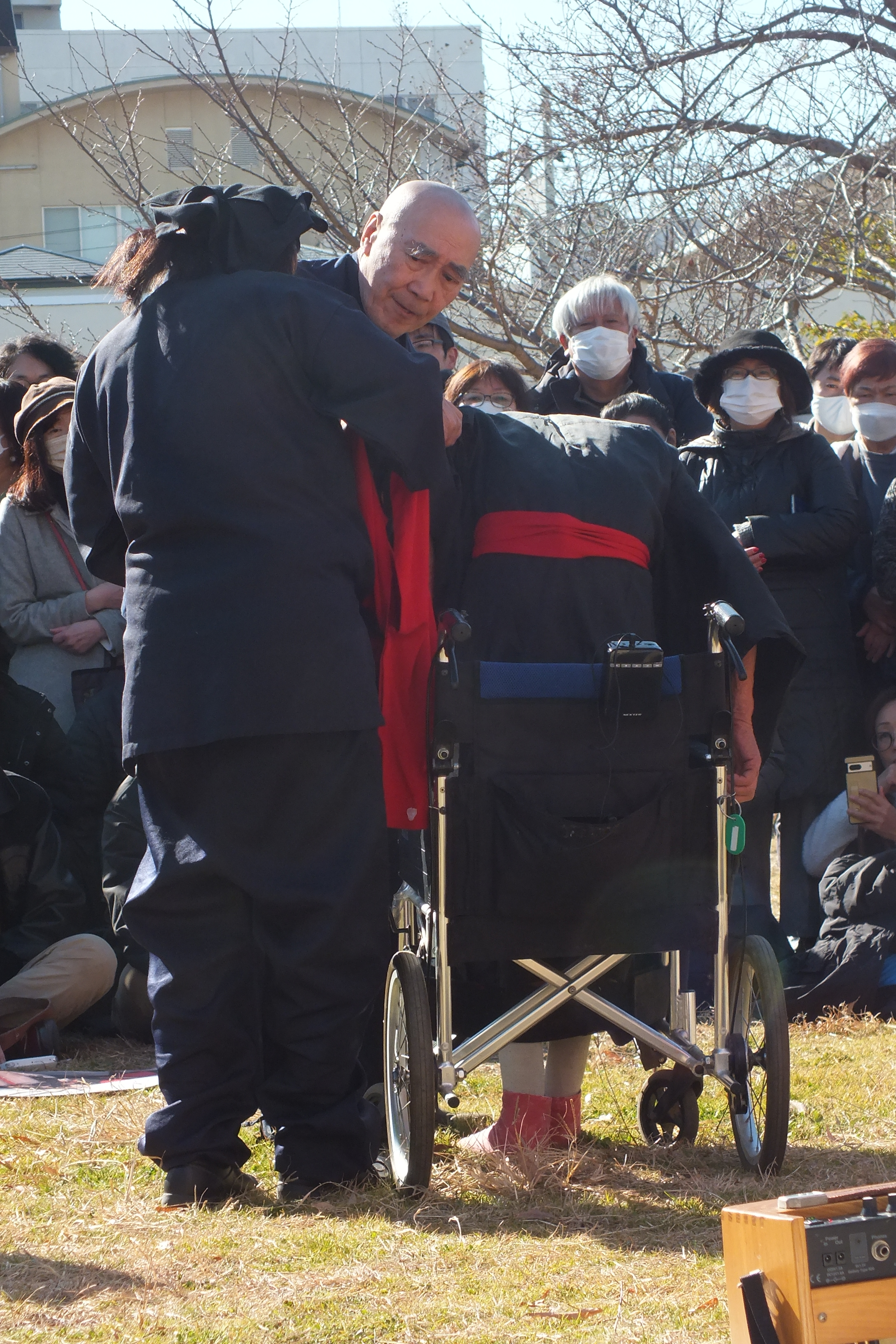
84歳の弟の介護を受けながら公演を続ける94歳の大道芸人・ギリヤーク尼ヶ崎

老老介護（ろうろうかいご）、あるいは老老看護（ろうろうかんご）とは、家庭の事情などにより65歳以上の高齢者が、高齢者の介護をせざるをえない状況のことである。
主に60代を超えた高齢の夫婦や親子・兄弟間において、配偶者が相手の介護を・子供が親 (義理の両親の例を含む) の介護を・兄弟姉妹が相手を介護をする、などの様々なケースがある。一般的に、介護する側に生活資金や要介護者の世話を行う時間に余裕が無いケースが少なくなく、介護する側が介護疲れで入院するなど共倒れする危険性や、ときには殺人事件や心中・自殺にも至る例があり、特に21世紀以降は大きな社会問題となっている。老老介護の割合は在宅介護を行う世帯で年々増加しており、今や介護をしている世帯の半分を占めている。これは、現代の高齢化社会における大きな問題となっている。
独立後に親と一緒に生活する家庭が減少することによる核家族化の進行や、他人に頼ることへの抵抗感を持ち、介護を一人で抱え込んでしまう心理的な面、さらに経済的な余裕がないことが原因で施設入所や介護サービスの利用が出来ず、老々介護を選ばざるを得ないという金銭的な面など様々なことが理由による老老介護の社会的増加に伴い、認知症の高齢者を介護している高齢者自身が認知症を患い、適切な介護が出来なくなる「認認介護（にんにんかいご）」も増加している。この場合は第三者のケアが必要となるが、プライバシーの問題もあって外部からは家庭内の事情に簡単には立ち入る事が出来ないのが現実面での課題である。

## 認認介護との違い
認認介護とは、認知症の人が自分と同じ認知症の人を介護している状態のことをいう。お互いが認知症のため介護どころではないケースがある認認介護は、介護放棄や虐待などに発展して事件や事故を引き起こす可能性もある。高齢者がふたりきりで暮らしている場合、家族や周囲の人が認知症に気付かずに、いつの間にか老老介護から認認介護になっていることも少なくない。認知症の症状があっても日常生活は送れるため要介護申請をしていない方や、認知症の自覚がないまま介護を続けている方も少なからずいると考えられるため、認認介護の正確な実態を把握するのは難しいといわれている。

## 老老介護の対策
対策として考えられるのは国のサービスの利用である。厚生労働省では、今後も予想される高齢者の増加に備えて高齢者の生活を地域でサポートする地域包括ケアシステムの構築を進めている。この実現に向け、全国の自治体には地域包括支援センターが設置されている。地域包括支援センターには、保健師、社会福祉士、主任ケアマネージャーなどの専門職がいるため、高齢者の生活に関してあらゆる相談ができる。また、老人ホームなどの介護施設へ入居することも、老々介護の対策の一つである。訪問介護やデイサービスなどの介護サービスに比べると費用はかかるが、介護の負担を大きく減らすことができる施設によっては夫婦で入居可能な場合もあり、これまで通り生活を共にしながら介護をプロに任せることができるため安心である。
さらに運動やストレッチを行い身体を動かしたり、本を読んだりして頭を動かすなど、意識的に身体や頭を動かすことも重要である。身体を動かす際は夫婦や親子で一緒に行うと、コミュニケーションがとれお互いの体調把握などにもつながる。また、元気なうちに夫婦間や子供、親戚などと将来について相談をする機会をもってみることも重要である。他にも、 身内とのコミュニケーションだけでなく、お隣に住む方や地域の知人など、いざという時に頼りになる人と日頃から積極的に交流を行うことで、ちょっとした変化にも気づいてくれたり、協力をしてくれたりなどお互いに助け合える場面が増える。